# Metropolia Regina
Metropolia Regina – metropolia Kościoła rzymskokatolickiego w środkowej Kanadzie w prowincji Saskatchewan. Obejmuje metropolitalną archidiecezję Regina i dwie diecezje. Została ustanowiona 4 grudnia 1915.
W skład metropolii wchodzą:
- Archidiecezja Regina
- Diecezja Prince Albert
- Diecezja Saskatoon